# Élections générales ténoises de 2023
Les élections générales ténoises de 2023 ont lieu le 14 novembre 2023 et visent à élire les dix-neuf députés de l'Assemblée législative des Territoires du Nord-Ouest. 
R.J. Simpson devient premier ministre dans le cadre d'un gouvernement de consensus.

## Contexte
En raison des évacuations causées par les incendies de forêt dans les Territoires du Nord-Ouest en août, le directeur général des élections territoriales, Stephen Dunbar, a proposé de reporter les élections d'un mois, soit en novembre, en raison de la possibilité que certains résidents du territoire soient encore éloignés de leur domicile pendant la période de campagne. L'Assemblée s'est réuni le 28 août à Inuvik car la capitale Yellowknife était encore évacuée, pour débattre de la reprogrammation des élections. L'élection a été officiellement reportée de la date initiale du 3 octobre au 14 novembre, six semaines plus tard.
Le 28 septembre 2023, la première ministre Caroline Cochrane annonce qu'elle ne se représentera pas.  

## Résultats
L'Assemblée législative des Territoires du Nord-Ouest est régie par un système de gouvernement de consensus, dans lequel tous les députés siègent en tant qu’indépendants et ne sont pas organisés en partis politiques. Notez, par conséquent, que les couleurs dans les tableaux suivants sont utilisées uniquement pour indiquer le statut de candidat et non d’affiliation à un parti politique. 
Étant donné que le territoire fonctionne sur un système de gouvernement de consensus, les députés élus le 14 novembre choisissent un nouveau premier ministre parmi eux à la première session de la 20e Assemblée le 8 décembre 2023. Leur choix se porte sur R.J. Simpson qui devient premier ministre,.